# Ярополк Романович
Ярополк Романович (1151/1156 — після 1180) — Князь смоленський у 1172—1174, 1175 і 1175—1177 роках, князь трипільський у 1177—1180 роках.

## Життєпис
Старший син Романа Ростиславича, великого князя Київського і князя Смоленського та доньки Святослава Ольговича. 1172 року став князем Смоленським, коли батько зайняв Київ, отримавши великокнязівський трон. 1174 року після втрати Романом Ростиславичем Києва, той повернувся до Смоленську, а Ярополку добровільно поступився батькові.
У 1175—1177 роках з деякою перервою (панував стрийко Мстислав) Ярополк знову був смоленським князем, коли його батько вкотре став великим князем Київським. Після втрати того Києва повернувся до Смоленську, а Ярополк отримав Трипільське князівство. після 1180 року про його діяльність нічого невідомо.